# Custos (2006)
Ej att förväxla med AB Custos (1937–2004)
Custos AB är ett privat svenskt investmentbolag, som före 2006 hette Förvaltnings AB Johnsson Pump.

## Historik
Det tidigare Custos fusionerades med det då av Sven Hagströmer och Mats Qviberg dominerade Investment AB Öresund i september 2004. Det nya Custos är ett holdingbolag för Mats Qviberg med familj och Christen Ager-Hanssen.
Custos ägdes fram till maj 2017 till 40 procent av Mats Qviberg och till resterande del av Christen Ager-Hanssen och Lars Jacob Bø, Den 22 maj samma år sålde Qviberg alla sina Custos-aktier till Ager-Hanssen för en krona, efter kontroversiella och uppmärksammade uttalanden gällande tidningen Metro.
Custos köpte 25 procent av Real Media AB, ägare av nyhetssajten Realtid.se, i december 2016 och köpte i februari 2017 dagstidningsgruppen Metros nordiska del från Kinnevik.